# Andrzej Pisowicz
Andrzej Stanisław Pisowicz (ur. 2 listopada 1940 w Siedliskach pod Miechowem) – polski armenista i iranista.

## Życiorys
Jest absolwentem II Liceum Ogólnokształcącego im. Adama Mickiewicza w Słupsku. Po zdaniu matury w 1957 rozpoczął studia iranistyczne w Katedrze Filologii Orientalnej na Uniwersytecie Jagiellońskim, w czasie których przechodził również kurs języka ormiańskiego. Goszczący wówczas w Krakowie profesor Wacze Nalbandian z Armenii zwrócił uwagę na młodego studenta i wystarał mu się o zaproszenie do Erywania, gdzie Pisowicz studiował filologię ormiańską w latach 1961–1963. Po powrocie do Krakowa w 1963 obronił pracę magisterską o ormiańskim dialekcie wsi Pharpi.
Po studiach pracował w Bibliotece Jagiellońskiej, krakowskim oddziale wydawnictwa Ossolineum oraz Biurze Urządzeń Techniki Jądrowej jako bibliotekarz, tłumacz i korektor. Utrzymywał stały kontakt z Uniwersytetem. W latach 1966–1967 uzupełniał wiedzę armenistyczną i iranistyczną na studiach podyplomowych École des Langues Orientales Vivantes w zakresie języków zachodnioormiańskiego i perskiego oraz w Institut Catholique w zakresie języka staroormiańskiego.
W 1970 został zatrudniony na Uniwersytecie Jagiellońskim. Wkrótce wyjechał na stypendium do Teheranu (1972–1973). W 1974 uzyskał stopień doktora na podstawie pracy o rozwoju konsonantyzmu ormiańskiego, a w 1985 uzyskał stopień doktora habilitowanego nauk humanistycznych w zakresie językoznawstwa irańskiego i ormiańskiego na podstawie rozprawy o początkach nowo- i średnioperskiego systemu fonologicznego.
Wskutek negatywnej opinii Komitetu Zakładowego PZPR – wynikającej z zaangażowania w działalność opozycyjną i publikowania w prasie podziemnej – nie otrzymał awansu zawodowego. Dopiero w 1988 otrzymał stanowisko docenta. Jednocześnie w latach 1976–1994 pełnił funkcję kierownika Zakładu Iranistyki, a w latach 1989–1994 wicedyrektora Instytutu Filologii Orientalnej.
W latach 1988–1991 wyjeżdżał na stypendium Fundacji Pax Christi do Wiednia, a w roku akademickim 1992–1993 nauczał na Uniwersytecie w Lejdzie dialektologii ormiańskiej. W latach 1994–1995 pracował jako radca ambasady w Teheranie. W 2002 uzyskał kolejno stanowisko profesora nadzwyczajnego, a następnie tytuł profesora. Członek Collegium Invisibile. Wśród wypromowanych przez niego doktorów znaleźli się, m.in.: Marzenna Czerniak-Drożdżowicz (1994), Agnieszka Kuczkiewicz-Fraś (2001), Tomasz Gacek (2003).
Członek Komisji Standaryzacji Nazw Geograficznych poza Granicami Rzeczypospolitej Polskiej, Rady Ośrodka Badań nad Kulturą Ormiańską w Polsce Polskiej Akademii Umiejętności, Komisji Orientalistycznej Polskiej Akademii Nauk.
Jego wspomnienie o Marku Eminowiczu znalazło się w wydanej w 2009 roku książce Lubię swoje wady. Marek Eminowicz w opowieściach na siedemdziesięciopięciolecie.
Odznaczony Złotym Krzyżem Zasługi (2000) oraz Krzyżem Wolności i Solidarności (2012).
Jest żonaty z Jadwigą née Wiśniewską, mają troje dzieci.

## Publikacje
- Le développement du consonantisme arménien, Kraków 1976.
- Origins of the New and Middle Persian Phonological Systems, Kraków 1985.
- Słownik pisarzy radzieckiej Armenii, Warszawa 1992.
- Fârsi: materiały do nauki języka perskiego, Kraków 1995 (współaut.: M. Fraycon).
- Gramatyka ormiańska. Grabar – Aszcharabar, Kraków 2001.
- Mały słownik ormiańsko-polski, polsko-ormiański, Kraków 2006 (współaut.: Szuszanik Sedojan, Norajr Ter-Grigorian).
- Gramatyka kurdyjska Sorani. Wariant używany w Erbilu, Kraków 2013 (współaut.: Bartczak Andrzej, Farhang Muthafar Muhamad).
- Na końcu języka, Białystok 2015 (z Andrzejem Pisowiczem rozmawiają Kornelia Mazurczyk i Zbigniew Rokita).
- Gramatyka osetyjska (Dialekt Iroński), Kraków 2020